# Youri Schilder-Schuldner
Youri Ivanovitch von Schilder-Schuldner (en russe : Юрий Иванович Шильдер-Шульднер ; Vitebsk, 4 mai 1816 - Andrinople, 7 mai 1878), est un officier russe, célèbre lors de la guerre russo-turque de 1877-1878.

## Biographie
Schilder-Schuldner, officier d'origine aristocratique issu d'une famille germano-balte de Livonie, fut d'abord cadet au régiment noble, ancêtre de l'école d'artillerie Constantin. Le 27 juin 1837, il fut nommé lieutenant et servit au sein du 37e régiment d'infanterie d'Ekaterinbourg. Peu de temps après, il servit au sein du régiment d'infanterie d'Obraztsov et devint l'un des officiers du commandant de compagnie. Ensuite il fit partie du célèbre régiment Semionovsky de la Garde impériale, où il commandait le corps des cadets, afin d'observer la pratique de la conduite au front.
En 1853, il fut nommé capitaine de la Garde, en 1855 lieutenant-colonel, officier subalterne au sein du régiment d'Obraztsov et l'année suivante au sein de ce même régiment, colonel puis commandant de bataillon.
En 1859, il fut élevé au grade de commandant du 14e régiment d'Olonets. Il eut l'honneur d'enseigner l'art militaire aux fils d'Alexandre II, le tsarévitch Nicolas Alexandrovitch (1843-1865) et le grand-duc Alexandre Alexandrovitch, futur Alexandre III.
Il servit en Pologne en 1863, pour rétablir l'ordre, lors du soulèvement de janvier. Il combattit Ludwik Mierosławski qui s'était proclamé « dictateur » de la révolution et qui s'enfuit à Paris par la suite.
À la fin de 1863, Schilder-Schuldner fut nommé commandant du régiment des grenadiers de la Garde impériale. Le 19 avril 1864, il fut élevé au grade de général et en 1870 nommé officier de la suite de Sa Majesté Impériale. En 1872, il fut nommé commandant de la 5e division d'infanterie, et en 1873 général-lieutenant et chef de division à la tête de la 5e division d'infanterie.
Pendant la guerre russo-turque, il était à la tête de cette division lors de la bataille de Nikopol et participa à tous les assauts du siège de Plevna, faisant montre de bravoure. Il mourut peu après, lors de la bataille d'Andrinople, qui consacra la victoire des Russes et conduisit au traité de San Stefano.

## Sources
- (ru) Cet article est partiellement ou en totalité issu de l’article de Wikipédia en russe intitulé « Шильдер-Шульднер, Юрий Иванович » (voir la liste des auteurs).